# 城关镇 (日喀则县)
城关镇曾是日喀则县、县级日喀则市的一个乡。1988年撤镇设两个街道：
- 城南街道 (日喀则市)
- 城北街道 (日喀则市)

## 行政区划
城南街道下辖以下地区：
曲夏社区、德勒社区、帮佳孔社区、教武场社区和扎西吉才社区、江洛康沙社区、彭确社区、岗多社区、米日贵林社区和波姆庆社区。